# Василівка (Безенчуцький район)
Василівка (рос. Васильевка) — село в Безенчуцькому районі Самарської області Російської Федерації.
Населення становить 1082 особи. Входить до складу муніципального утворення сільське поселення Василівка.

## Історія
Населений пункт розташований у межах українського етнічного та культурного краю Жовтий Клин.
Від 2005 року входило до складу муніципального утворення сільське поселення Василівка.

## Населення
| 2010 | 2012  | 2013  | 2014  | 2015  | 2016  |
| ---- | ----- | ----- | ----- | ----- | ----- |
| 1109 | ↗1117 | ↘1062 | ↗1114 | ↘1110 | ↘1082 |